# Bâton (carte à jouer)
Pour les articles homonymes, voir Bâton.

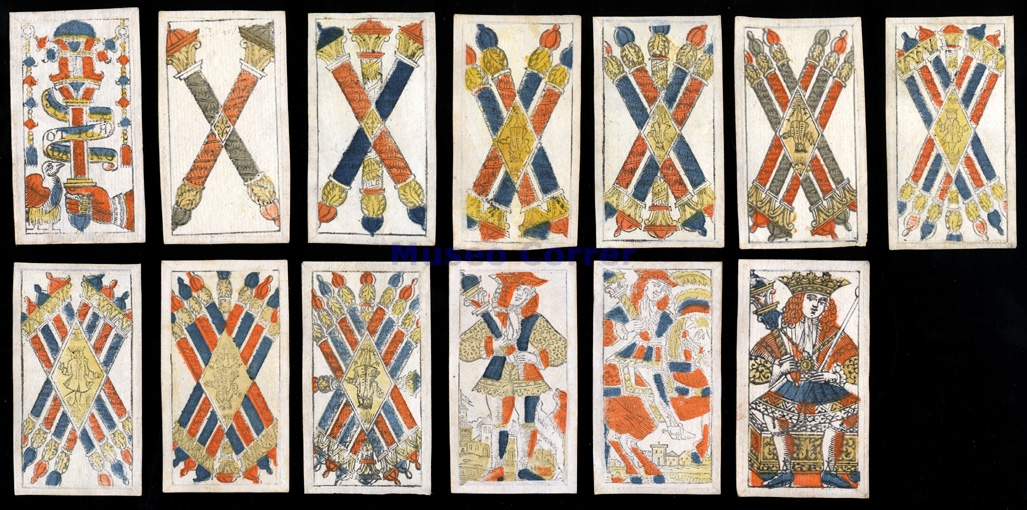
Carte de bâtons d'un jeu vénitien du XVIIIe siècle.

Le bâton est une enseigne de cartes à jouer, enseignes latines avec la coupe, le denier et l'épée.
Avant 1800, les cartiers français, qui fabriquaient aussi des jeux espagnols, les nommaient « cartes à bâtons ».

## Caractéristiques
En espagnol, les bâtons sont appelés bastos ; en italien, bastoni. Ils correspondent aux carreaux des enseignes françaises et aux glands des enseignes allemandes.